# Insenatura di Tucker
L'insenatura di Tucker è un'insenatura completamente ricoperta dal ghiaccio situata sulla costa di Borchgrevink, nella regione nord-occidentale della Dipendenza di Ross, in Antartide. L'insenatura è larga circa 15 km, alla bocca, e lunga 60 ed è delimitata, a sud-ovest, dalla penisola Daniell e, a nord-est, dalla penisola Hallett.
All'interno della baia si getta il grande ghiacciaio Tucker, il quale alimenta in gran parte i ghiacci che la ricoprono.

## Storia
L'insenatura è stata scoperta e battezzata nel febbraio 1841 dal capitano capitano James Clark Ross, il quale la chiamò così in onore di Charles T. Tucker, nostromo della HMS Erebus.